# Département Eure-et-Loir
Das Département de l'Eure-et-Loir [œʀeˈlwaːʀ] ist das französische Département mit der Ordnungsnummer 28. Es liegt in der Mitte des Landes in der Region Centre-Val de Loire und ist nach den Flüssen Eure und Loir benannt. Das Département hat eine Fläche von 5.880 km² und 432.950 Einwohner (Stand 1. Januar 2022).

## Geographie
Das Département Eure-et-Loir grenzt im Norden an das Département Eure, im Nordosten an das Département Yvelines, im Osten an das Département Essonne, im Südosten an das Département Loiret, im Süden an das Département Loir-et-Cher und im Westen an die Départements Sarthe und Orne.
Der größte Teil des Départements gehört zur Landschaft der Beauce, der Westen zur Landschaft des Perche. Die namensgebenden Flüsse entspringen beide im Perche. Während die Eure zunächst ostwärts bis zum Hauptort Chartres fließt und das Département dann in Richtung Norden verlässt, entwässert der Loir das Département nach Süden hin.

## Geschichte
Das Département wurde am 4. März 1790 aus dem Nordwestteil der Provinz Orléanais und dem Osten des Perche und einem kleinen Teil der Île-de-France gebildet.
Es gehört seit 1960 der Region Centre an, die 2016 in Centre-Val de Loire umbenannt wurde.

## Städte
Die bevölkerungsreichsten Gemeinden des Départements Eure-et-Loir sind:
| Stadt            | Einwohner (2022) | Arrondissement   |
| ---------------- | ---------------- | ---------------- |
| Chartres         | 37.990           | Chartres         |
| Dreux            | 31.205           | Dreux            |
| Lucé             | 15.658           | Chartres         |
| Châteaudun       | 12.898           | Châteaudun       |
| Vernouillet      | 12.491           | Dreux            |
| Mainvilliers     | 10.950           | Chartres         |
| Nogent-le-Rotrou | 9.305            | Nogent-le-Rotrou |
| Luisant          | 6.818            | Chartres         |
| Lèves            | 5.701            | Chartres         |
| Épernon          | 5.509            | Chartres         |

## Verwaltungsgliederung
Das Département Eure-et-Loir gliedert sich in 4 Arrondissements, 15 Kantone und 365 Gemeinden:
| Arrondissement           | Kantone | Gemeinden | Einwohner 1. Januar 2022 | Fläche km² | Dichte Einw./km² | Code INSEE |
| ------------------------ | ------- | --------- | ------------------------ | ---------- | ---------------- | ---------- |
| Chartres                 | 8       | 146       | 209.975                  | 2.129,51   | 99               | 281        |
| Châteaudun               | 4       | 61        | 57.450                   | 1.438,84   | 40               | 282        |
| Dreux                    | 5       | 108       | 130.609                  | 1.500,54   | 87               | 283        |
| Nogent-le-Rotrou         | 3       | 48        | 34.916                   | 811,06     | 43               | 284        |
| Département Eure-et-Loir | 15      | 363       | 432.950                  | 5.879,95   | 74               | 28         |

Siehe auch:

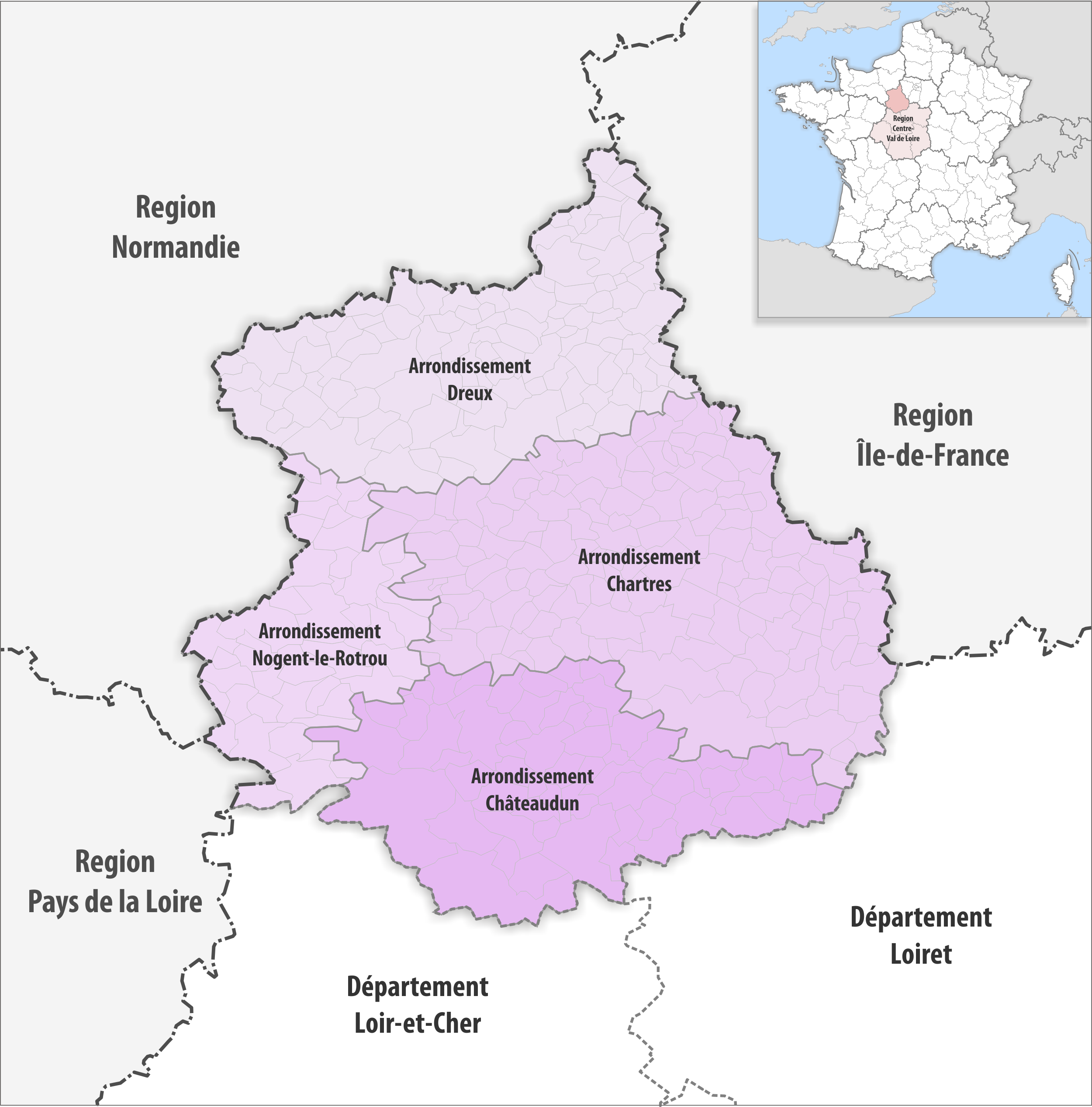
Gemeinden und Arrondissemente im Département Eure-et-Loir

- Liste der Gemeinden im Département Eure-et-Loir
- Liste der Kantone im Département Eure-et-Loir
- Liste der Gemeindeverbände im Département Eure-et-Loir

## Politik
Am 23. April 2017 fand der erste Wahlgang der französischen Präsidentschaftswahl 2017 statt. Die Wahlbeteiligung betrug im Département Eure-et-Loir 79,94 %. Insgesamt gaben 240.992 Wahlberechtigte ihre Stimme ab. Von den 234.780 gültigen Stimmen wählten:
| Stimmen | Kandidat              |
| 58.885  | Marine Le Pen         |
| 51.276  | François Fillon       |
| 51.042  | Emmanuel Macron       |
| 38.032  | Jean-Luc Mélenchon    |
| 14.103  | Nicolas Dupont-Aignan |
| 12.317  | Benoît Hamon          |
| 2659    | Philippe Poutou       |
| 2253    | François Asselineau   |
| 1942    | Jean Lassalle         |
| 1817    | Nathalie Arthaud      |
| 454     | Jacques Cheminade     |